# Pesvice
Pesvice település Csehországban, Chomutovi járásban. Pesvice Chomutov, Vrskmaň, Všestudy, Strupčice, Údlice és Otvice településekkel határos. Lakosainak száma 198 fő (2024. január 1.).

## Népesség
A település lakosságának változását az alábbi diagram mutatja:
| Lakosok száma | 223  | 271  | 364  | 176  | 105  | 121  | 135  | 147  | 189  | 198  |
|               | 1869 | 1900 | 1921 | 1961 | 1980 | 2011 | 2016 | 2019 | 2021 | 2024 |